# Masquerade in Blood
Masquerade in Blood  è il settimo album del gruppo thrash metal tedesco Sodom, pubblicato nel 1995.

## Tracce
1. Masquerade in Blood – 3:19
2. Gathering of Minds – 4:16
3. Fields of Honour – 3:23
4. Braindead – 2:29
5. Verrecke!! – 2:48
6. Shadow of Damnation – 2:57
7. Peacemaker's Law – 3:23
8. Murder in My Eyes – 2:38
9. Unwanted Youth – 3:32
10. Mantelmann – 2:10
11. Scum – 5:24
12. Hydrophobia – 3:23
13. Let's Break the Law – 2:55

## Formazione
- Tom Angelripper - voce, basso
- Strahli - chitarra
- Atomic Steif - batteria